# Едді Джонстон
Едді Джонстон (англ. Eddie Johnston; нар. 24 листопада 1935, Монреаль) — канадський хокеїст, що грав на позиції воротаря. Згодом — хокейний тренер.
Дворазовий володар Кубка Стенлі (1970, 1972).

## Ігрова кар'єра
Професійну хокейну кар'єру розпочав 1953 року на юніорському рівні виступами за «Монреаль Роялс». Шість сезонів провів у клубах Головної юніорської хокейної ліги Квебеку та Західної хокейної ліги.
Протягом професійної клубної ігрової кар'єри, що тривала 23 роки, захищав кольори команд «Бостон Брюїнс», «Торонто Мейпл-Ліфс», «Сент-Луїс Блюз» та «Чикаго Блек Гокс».
Грав за збірну команду Канади, зокрема в Суперсерії 1972 року.

## Тренерська робота
1979 року розпочав тренерську роботу в НХЛ. Працював з командами «Чикаго Блек Гокс» та «Піттсбург Пінгвінс».
У складі «Детройт Ред-Вінгс» працював радником тренера та став втретє володарем Кубка Стенлі в 2009 році.

## Тренерська статистика
| Команда | Сезон   | Регулярний сезон | Регулярний сезон | Регулярний сезон | Регулярний сезон | Регулярний сезон | Регулярний сезон | Плей-оф                      |
| Команда | Сезон   | І                | В                | П                | Н                | О                | Результат        | Результат                    |
| ------- | ------- | ---------------- | ---------------- | ---------------- | ---------------- | ---------------- | ---------------- | ---------------------------- |
| ЧИК     | 1979–80 | 80               | 34               | 27               | 19               | 87               | 1-е в ДС         | програш у другому раунді     |
| ПІТ     | 1980–81 | 80               | 30               | 37               | 13               | 73               | 4-е в ДН         | програш у першому раунді     |
| ПІТ     | 1981–82 | 80               | 31               | 36               | 13               | 75               | 4-е в ДП         | програш у першому раунді     |
| ПІТ     | 1982–83 | 80               | 18               | 53               | 9                | 45               | 6-е у ДП         | не вийшли                    |
| ПІТ     | 1993–94 | 84               | 44               | 27               | 13               | 101              | 1-е в ПСД        | програш у першому раунді     |
| ПІТ     | 1994–95 | 48               | 29               | 16               | 3                | 61               | 2-е в ПСД        | програш у другому раунді     |
| ПІТ     | 1995–96 | 82               | 49               | 29               | 4                | 102              | 1-е в ПСД        | програш у фіналі конференції |
| ПІТ     | 1996–97 | 62               | 31               | 26               | 5                | (84)             | 2-е в ПСД        | звільнений                   |
| Усього  | Усього  | 596              | 266              | 251              | 60               |                  |                  |                              |